# Halle Open 2016 - Qualificazioni singolare
Le qualificazioni del singolare dell'Halle Open 2016 sono state un torneo di tennis preliminare per accedere alla fase finale della manifestazione. I vincitori dell'ultimo turno sono entrati di diritto nel tabellone principale. In caso di ritiro di uno o più giocatori aventi diritto a questi sono subentrati i lucky loser, ossia i giocatori che hanno perso nell'ultimo turno ma che avevano una classifica più alta rispetto agli altri partecipanti che avevano comunque perso nel turno finale.

## Teste di serie
1. Ernests Gulbis (qualificato)
2. Denis Istomin (primo turno)
3. Lukáš Rosol(primo turno)
4. Rajeev Ram(ultimo turno)

1. Illja Marčenko (primo turno)
2. Robin Haase (ultimo turno)
3. Serhij Stachovs'kyj (qualificato)
4. Nikoloz Basilašvili (ultimo turno)

## Qualificati
1. Ernests Gulbis
2. Benjamin Becker

1. Yūichi Sugita
2. Serhij Stachovs'kyj

## Tabellone

### Legenda
| - Q = Qualificato - WC = Wild card - LL = Lucky loser | - ALT = Alternate - SE = Special Exempt - PR = Protected Ranking | - w/o = Walkover - r = Ritirato - d = Squalificato |

### Sezione 1
|  | Primo turno | Primo turno     | Primo turno     | Primo turno | Primo turno |  |  | Ultimo turno | Ultimo turno    | Ultimo turno | Ultimo turno | Ultimo turno |  |
|  |             |                 |                 |             |             |  |  |              |                 |              |              |              |  |
|  | 1           | Ernests Gulbis  | Ernests Gulbis  | 6           | 6           |  |  |              |                 |              |              |              |  |
|  |             | Michael Berrer  | Michael Berrer  | 4           | 4           |  |  | 1            | Ernests Gulbis  | 6            | 1            | 6            |  |
|  | WC          | Peter Gojowczyk | Peter Gojowczyk | 6           | 6           |  |  | WC           | Peter Gojowczyk | 3            | 6            | 3            |  |
|  | 5           | Illja Marčenko  | Illja Marčenko  | 4           | 3           |  |  |              |                 |              |              |              |  |

### Sezione 2
|  | Primo turno | Primo turno      | Primo turno      | Primo turno | Primo turno |  |  | Ultimo turno | Ultimo turno    | Ultimo turno    | Ultimo turno | Ultimo turno |  |
|  |             |                  |                  |             |             |  |  |              |                 |                 |              |              |  |
|  | 2           | Denis Istomin    | 4                | 6           | 3           |  |  |              |                 |                 |              |              |  |
|  |             | Benjamin Becker  | 6                | 3           | 6           |  |  |              | Benjamin Becker | Benjamin Becker | 6            | 6            |  |
|  | WC          | Johannes Härteis | Johannes Härteis | 4           | 2           |  |  | 6            | Robin Haase     | Robin Haase     | 3            | 3            |  |
|  | 6           | Robin Haase      | Robin Haase      | 6           | 6           |  |  |              |                 |                 |              |              |  |

### Sezione 3
|  | Primo turno | Primo turno         | Primo turno         | Primo turno | Primo turno |  |  | Ultimo turno | Ultimo turno  | Ultimo turno  | Ultimo turno | Ultimo turno |  |
|  |             |                     |                     |             |             |  |  |              |               |               |              |              |  |
|  | 3           | Lukáš Rosol         | Lukáš Rosol         | 6(1)        | 3           |  |  |              |               |               |              |              |  |
|  |             | Tatsuma Itō         | Tatsuma Itō         | 7           | 6           |  |  |              | Tatsuma Itō   | Tatsuma Itō   | 2            | 4            |  |
|  |             | Yūichi Sugita       | Yūichi Sugita       | 6           | 6           |  |  |              | Yūichi Sugita | Yūichi Sugita | 6            | 6            |  |
|  | 8           | Nikoloz Basilašvili | Nikoloz Basilašvili | 3           | 1           |  |  |              |               |               |              |              |  |

### Sezione 4
|  | Primo turno | Primo turno         | Primo turno         | Primo turno | Primo turno |  |  | Ultimo turno | Ultimo turno        | Ultimo turno | Ultimo turno | Ultimo turno |  |
|  |             |                     |                     |             |             |  |  |              |                     |              |              |              |  |
|  | 4           | Rajeev Ram          | Rajeev Ram          | 7           | 7           |  |  |              |                     |              |              |              |  |
|  |             | Andrej Rublëv       | Andrej Rublëv       | 67          | 65          |  |  | 4            | Rajeev Ram          | 63           | 6            | 2            |  |
|  |             | Yoshihito Nishioka  | Yoshihito Nishioka  | 3           | 1           |  |  | 7            | Serhij Stachovs'kyj | 7            | 3            | 6            |  |
|  | 7           | Serhij Stachovs'kyj | Serhij Stachovs'kyj | 6           | 6           |  |  |              |                     |              |              |              |  |